# Parasmittina subtubulata
Parasmittina subtubulata är en mossdjursart som beskrevs av Harmer 1957. Parasmittina subtubulata ingår i släktet Parasmittina och familjen Smittinidae. Inga underarter finns listade i Catalogue of Life.